# بيكا ستيفنز (قسيسة)
بيكا ستيفنز (بالإنجليزية: Becca Stevens)‏ هي قسيسة أمريكية، ولدت في 1 أبريل 1963.